# Tureia
Tureia és un atol de les Tuamotu, a la Polinèsia Francesa. Està situat al sud-est de l'arxipèlag, a 1.100 km al sud-est de Tahití i 115 km al nord de Moruroa. És el cap de la comuna de Tureia que inclou els atols cedits per fer proves nuclears.

## Geografia
És un atol petit, amb una superfície de 8,3 km². Té forma de rombe amb 13 km de llarg i 7,4 km d'ample. L'atol no té cap pas a la llacuna interior. Les terres emergides formen un gran illot, de 22,5 km de llarg i 250 m de mitjana d'ample, que ocupa la meitat est, i la meitat oest la completen 27 illots.
La vila principal és Hakamaru. Disposa de diverses construccions del Centre d'Experimentació del Pacífic (refugis, cisternes, aeroport, centre meteorològic), abandonades des del 1996 quan van finalitzar les proves nuclears franceses. La població ha anat disminuint per la retirada dels efectius militars. Al cens del 2002 eren 261 habitants.

## Història
Històricament es coneixia amb el nom Papahena. L'atol va ser descobert, el 1791, per l'anglès Edward Edwards, mentre buscava els amotinats del Bounty, i l'anomenà Carysfort.